# 正月初九
正月初九，农历正月第九天。
每年正月初九日，在立春前後，恰是“一阳初始”是大自然开始“万象回春”的时刻。

## 出生
- 1378年，明洪武十一年 — 朱元璋第十六子朱栴
- 1688年，清圣祖康熙二十七年 — 康熙帝第十四子允禵

## 逝世
- 1682年，清圣祖康熙二十一年 — 顾炎武

## 节假日和习俗

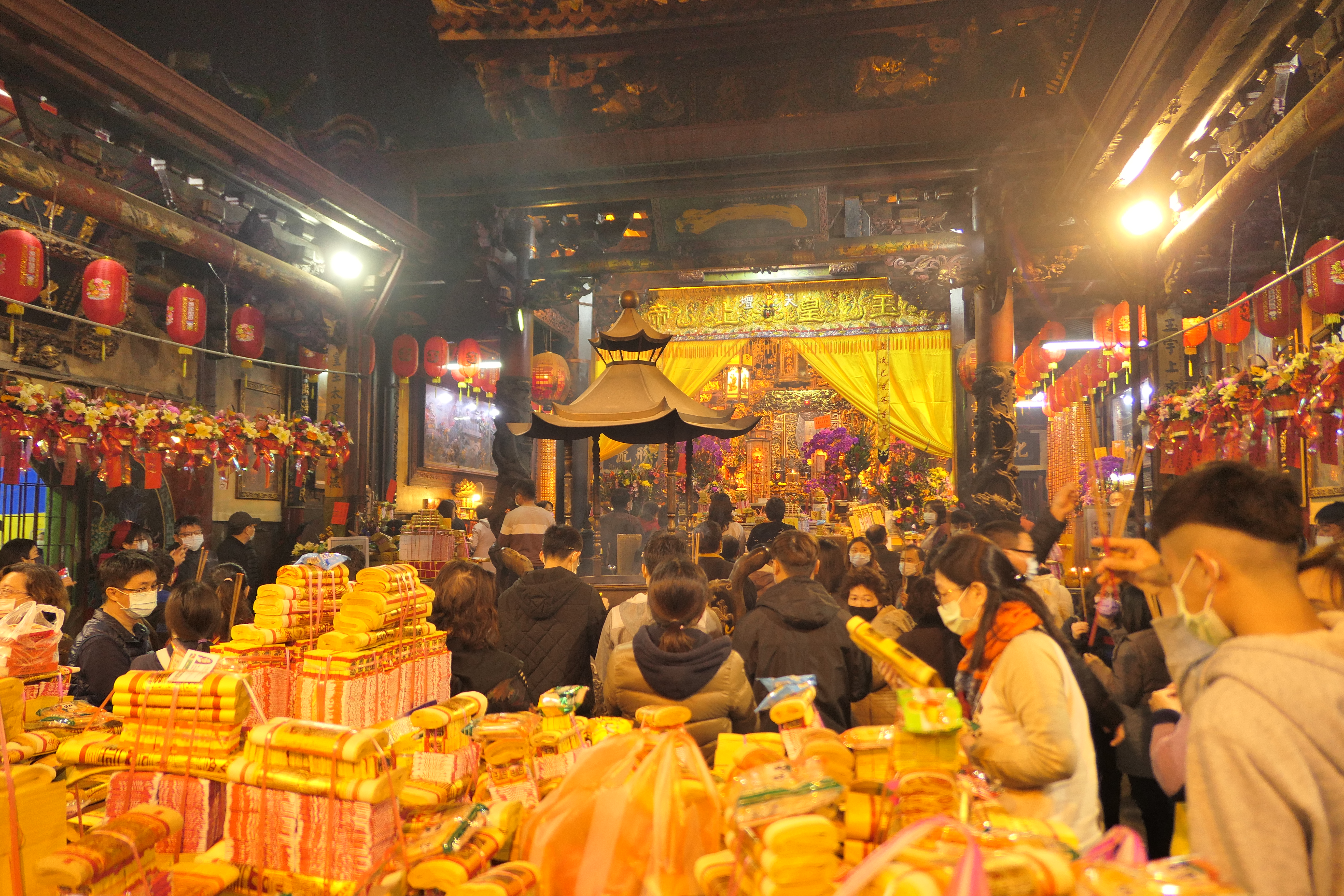
正月初九祭拜玉皇上帝（臺灣臺南天壇）

- 道教：玉皇上帝萬壽，即道教尊神玉皇大帝誕辰日。明王逵《蠡海集》记载：“神明降诞，以义起者也。玉帝生于正月初九日者，阳数始于一，而极于九，原始要终也。”明黄道周的《月令明义》：“正月初一日，天神地祇朝三清玉帝；初九日，玉皇大帝圣诞。”，清黄奭的《月令注解》也有类似记载。
  - 中國南方（閩南、潮汕）、臺灣與東南亞華裔在當日凌晨祭拜玉皇大帝。閩南語稱玉皇大帝為「天公」（白話字：Thiⁿ-Kong），因而將正月初九稱為「天公生」。
  - 在新加坡和馬來西亞，閩南籍華人都在这天凌晨拜天公，祭品必须要有旺梨及甘蔗，其祭拜盛典規模非常大，有“福建人新年”之稱。

## 参看
- 日历
- 正月初七 - 正月初八 - 正月初九 - 正月初十 - 正月十一
- 腊月初九 - 正月初九 - 二月初九
- 正月 - 二月 - 三月 - 四月 - 五月 - 六月 - 七月 - 八月 - 九月 - 十月 - 十一月 - 腊月
- 公历1月9日